# Karl Wild (Eishockeyspieler)
Karl Wild (* 23. November 1917 in München; † 27. April 1975 ebenda) war ein deutscher Eishockeyspieler und -trainer.

## Karriere
Karl Wild – aus dem Nachwuchs des MEV 1883 München stammend – wechselte im Winter 1930/31 zum SC Riessersee und spielte von 1932 bis 1952 für dessen 1. Mannschaft, mit der er insgesamt sechs Mal Deutscher Meister wurde und dabei mehr als 500 Tore erzielte.
Mit der deutschen Eishockeynationalmannschaft nahm er an den Weltmeisterschaften 1937, 1938 und 1939 teil. Ebenso nahm er mit der Nationalmannschaft an den Olympischen Winterspielen 1952 in Oslo teil, wo er mit dem Team den achten Rang belegte. Insgesamt absolvierte der gebürtige Münchner 22 Spiele im Trikot der Nationalmannschaft.
Acht Jahre später bei den Olympischen Winterspielen 1960 in Squaw Valley war er Trainer der deutschen Mannschaft, die den sechsten Platz belegte.

## Erfolge und Auszeichnungen
- Deutscher Meister: 1935, 1938, 1941, 1947, 1948, 1950
- Aufnahme in die Hall of Fame des deutschen Eishockey: 1988

## Sonstiges
Nachdem auf der Generalversammlung des FC Bayern München am 21. März 1955 erst kein Nachfolger bei der Neuwahl des Vorstands gefunden wurde und auch der Bericht des Vorstands von der Versammlung nicht akzeptiert und auch die Entlastung des Vorstands auf Antrag vertagt wurde, übernahm Karl Wild kommissarisch als Vorstand den FC Bayern – zusammen mit Alfred Reitlinger als 2. kommissarischer Vorstand –  bis zur Außerordentlichen Generalversammlung am 19. April 1955.